# 1500 у науці
У 1500 році в науці й техніці відбулися такі важливі події.

## Астрономія
- 1–24 червня — Йоганнес Вернер відстежує рух комети. Припустили, що це була C/1861 J1.
- 5–6 листопада — Микола Коперник спостерігає місячне затемнення з Риму.

## Картографія
- Карта Хуана де ла Коса, яка включає найдавніше відоме зображення Нового Світу та перше зображення екватора та тропіка Рака на морській карті.[1]
- Йоганн Стабіус представляє «проєкцію Вернера».

## Криптографія
- Йоганес Трітеміус з родини Спонхеймів пише працю «Стеганографія» («приховане письмо»). Копії рукопису циркулюють сто років.

## Наука про землю
- Леонардо да Вінчі, знайшовши багато скам'янілостей у місцях будівництва каналів, припускає, що викопні раковини морських тварин опинилися в горах, тому що Земля зазнає перетворень, які призводять до того, що території, колись занурені під воду, стають відкритими.

## Відкриття
- 9 березня — 22 квітня — експедиція Педра Альвареса Кабрала з тринадцятьма каравелами пливе з Лісабона до Бразилії, яку він проголосив власністю португальського короля.[2]
- 10 серпня (день Святого Лаврентія) — Діогу Діаш стає першим європейцем, який побачив острів Мадагаскар (який він назвав Сан-Лоренсу).
- Алонсо де Охеда та Амеріго Веспуччі повертаються до Іспанії з експедиції до Венесуели.[2]

## Медицина
- Якоб Нуфер, швейцарський ветеринар, нібито виконує перший зафіксований успішний кесарів розтин жінці.[2]

## Фармацевтика
- Liber de arte distillandi de simplicibus Ієроніма Бруншвіґа, відома як «Мала книга (про дистиляцію)», описує лікарські рослини та конструкцію дистиляторів для їх переробки.[2][3] Він опублікує свою «Велику книгу», присвячену тим же темам, у 1512 році.

## Технології
- Леонардо да Вінчі малює мушкет із колісцевим замком, це перша відома поява такого типу запалювання, у якому пружинний механізм змушує храповик викресалити іскри із заліза, піриту чи кременю. Він увійде у вжиток, замінивши запалювання сірником, приблизно через 15 років. До цієї дати він також сконструював перший вертоліт (хоча він, ймовірно, був непрацездатний).[4]
- Оборона Пізи демонструє ефективність бастіонної системи італійської форми фортифікації.
- Оттавіано Петруччі (Ottavio de'Petrucci) друкує ноти рухомим шрифтом у Венеції.[2]

## Народились
- Ернандо де Аларкон (помер 1541), іспанський мореплавець.
- Руй Лопес де Вільялобос (помер 1544), іспанський дослідник, який назвав Філіппіни на честь принца Філіпа, який згодом став королем Іспанії.
- Вальтер Герман Ріфф (помер близько 1548), хірург.
- П'єр Десельє (помер близько 1558), французький картограф, якого вважають батьком французької гідрографії.
- П'єр Форкадель (помер 1572), французький математик.
- Бартоломео Маранта (помер 1571), італійський лікар і ботанік.
- Микола Нальєшкович (помер 1587), хорватський математик, поет і драматург.
- Гарсіа де Орта (помер 1568), португальський лікар і ботанік.

## Померли
- 29 травня Бартоломеу Діаш (нар. бл. 1450), португальський дослідник.
- Джорджіо Валла (нар. 1447), італійський гуманіст, письменник і математик.